# Union sportive Coutras
Actualités
L’US Coutras est un club de rink hockey de la ville de Coutras en Gironde, en France qui évolue en Nationale 1. C'est le 3e meilleur club français et le 89e mondial en senior homme ainsi que le meilleur club français et le 15e mondial.

## Équipe Senior Homme
La première salle de rink hockey de Gironde est apparu à Coutras. Celle-ci a depuis été transformé en un marché. 
Depuis le début des années 2000, les équipes de Coutras privilégie l'Argentine afin d'effectuer ses recrutements. En 2018, le club compte alors huit argentins dans les équipes masculine et féminine. Alberto Morales, qui a connu d'autres clubs dans le championnat français, a notamment joué à Coutras. 
En 2017, Coutras est le club le plus titré de l'histoire en France. Le club compte alors 180 licenciés pour un budget de 150 000 euros subventionné à 50% par les collectivités. 
En 2020, le club profite du départ des joueurs étrangers de Quévert afin de recruter Toni Sero. Le rink hockey est alors selon la presse local du sport le plus répandu de la commune de Coutras. 

### Palmarès national
- 16 titres de Championnat de France de rink hockey masculin
- Finaliste de la Coupes de France 2007 et 2008

### Parcours européens

#### Coupe CERS
- Édition 2009-2010 : éliminé en quart de finale par le HC Blanes (8-4).
- Édition 2008–2009 : éliminé au tour préliminaire par le HC Braga (18-7)
- Édition 2007-2008 : éliminé en huitième de finale par le Genève RHC (10-8)

#### Ligue européenne
- L'US Coutras a participé à 16 éditions de la Ligue européenne mais n'a jamais passé la phase de groupe. Il participera a l'édition 2011-2012.

### Effectif 2014-2015
| Nom               | Poste                        | Nationalité sportive | Sélections    | Arrivé en     | Club précédent                |
| Lionel Ferret     | Gardien                      | France               | -             | Formé au club | -                             |
| Robert Soria      | Gardien                      | Argentine            | Argentine U20 | 2012          | CA Union (D2 argentine)       |
| Loïc Ducourtioux  | Joueur de champ et Capitaine | France               | -             | Formé au club | -                             |
| Alberto Moralès   | Joueur de champ              | Argentine France     | France A      | 2014          | RAC Saint-Brieuc              |
| Joao Pedro Coelho | Joueur de champ              | Portugal             | -             | 2013          | SAG Cestas                    |
| Esteve Pujals     | Joueur de champ              | Espagne              | -             | 2014          | CP Vilanova (D1 espagnole)    |
| Timothé Laborde   | Joueur de champ              | France               | -             | 2013          | SAG Cestas (D2 française)     |
| Marc Armero       | Joueur de champ              | Espagne              | -             | 2014          | SAG Cestas (D2 française)     |
| Remi Lasnier      | Joueur de champ              | France               | France A      | Formé au club | -                             |
| Ludovic Loches    | Joueur de champ              | France               | -             | Formé au club | -                             |
| Francisco Roca    | Joueur de champ              | Argentine            | Argentine A   | 2014          | Candelaria SC (D1 portugaise) |

Entraîneurs :  Sebastian Cano et  Vincent Mésnard

### Anciens joueurs
Nicolas Guilbert, parti au  SCRA Saint-Omer en 2011

## Équipe Senior Femme

### Palmarès national
- 10 titres de champion de N1 (2001, 2004, 2009, 2011, 2012, 2013, 2015, 2016, 2017, 2018)
- 2 titres de Coupe de France (2001, 2004)

### Parcours européens
- Edition 2009-2010: 3e
- Edition 2008-2009 :3e
- Edition 2007-2008:4e
- Edition 2006-2007 :6e

### Effectif 2010-2011
| N°         | Nom                | Poste           | Nationalité sportive | Sélections  |
| 1          | Sarah Fazillaut    | Gardien         | France               | -           |
| 2          | Julie Lafourcade   | Joueur de champ | France               | France      |
| 3          | Vania Ribeiro      | Joueur de champ | Portugal             | Portugal    |
| 4          | Malvina Heng       | Joueur de champ | France               | France      |
| 5          | Laurie Casaril     | Joueur de champ | France               | -           |
| 7          | Adeline Le Borgne  | Joueur de champ | France               | -           |
| 8          | Emilie Couderc     | Joueur de champ | France               | France U-19 |
| 9          | Sandra Drouhet     | Joueur de champ | France               | France      |
| 10         | Agnes Ferret       | Gardien         | France               | France      |
| Entraineur | Céline Ducourtioux |                 | France               | France      |

## Compétitions internationales organisées par le club
- Championnat d'Europe féminin de 2003
- Coupe Latine de 2010
- Ligue européenne féminine de 2009

## Personnalités du club
Anibert Faureau (1922-2018) est l'un des premiers adhérents de Coutras où il s'inscrit dès 1936. 

## Administration
En 2017, le club de Coutras est dirigé par Claude Ducourtioux depuis 1999. Le club, composé de 180 licenciés, a un budget de 150 000 euros dont la moitié provient des collectivités.